# Långskägg
Långskägg (Usnea longissima), även benämnd långskägglav är en lavart som beskrevs av Ach. Långskägg ingår i släktet Usnea och familjen Parmeliaceae.  Arten är reproducerande, men mycket ovanlig i Sverige. Inga underarter finns listade i Catalogue of Life.

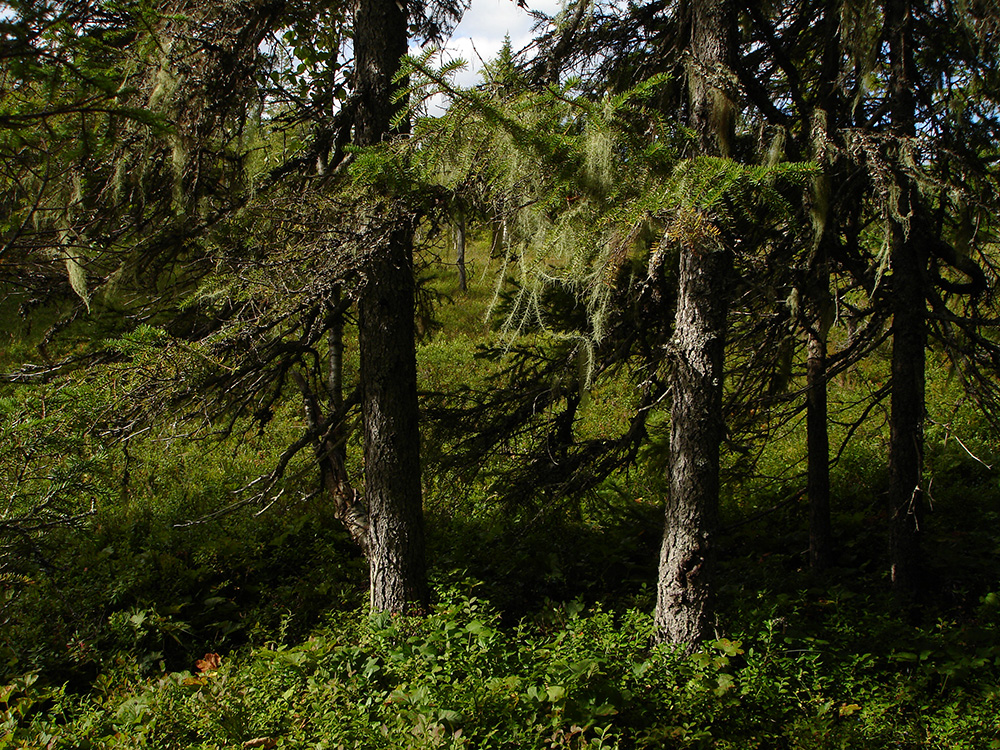
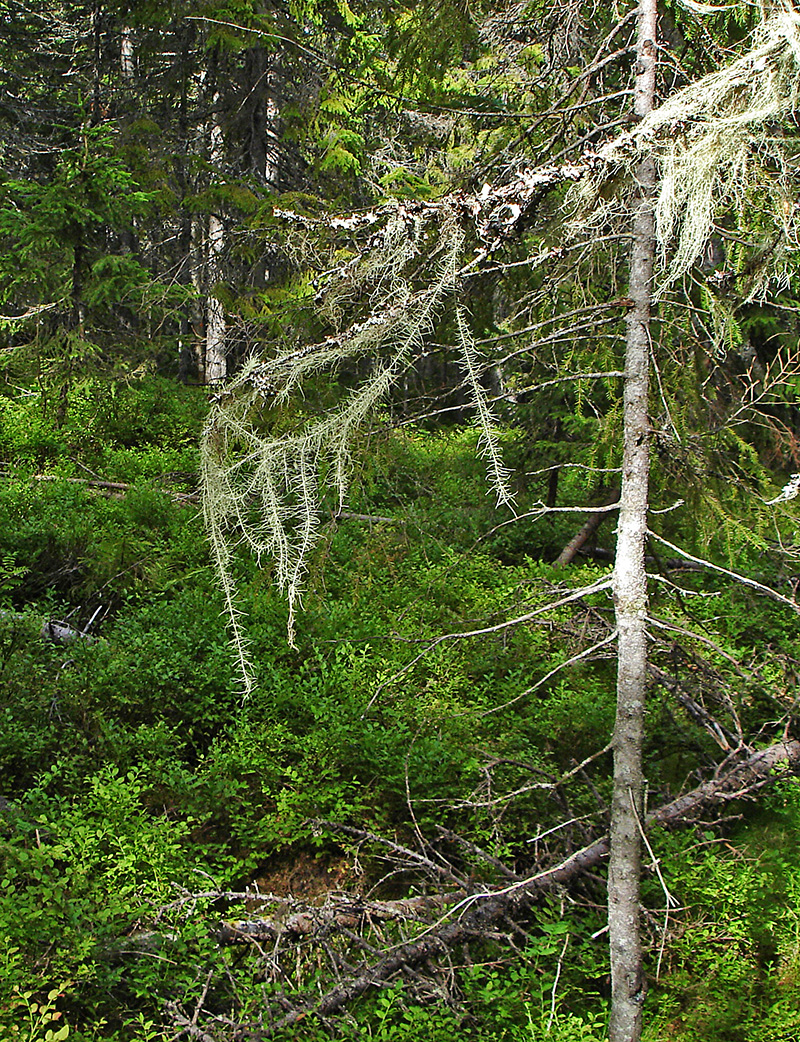
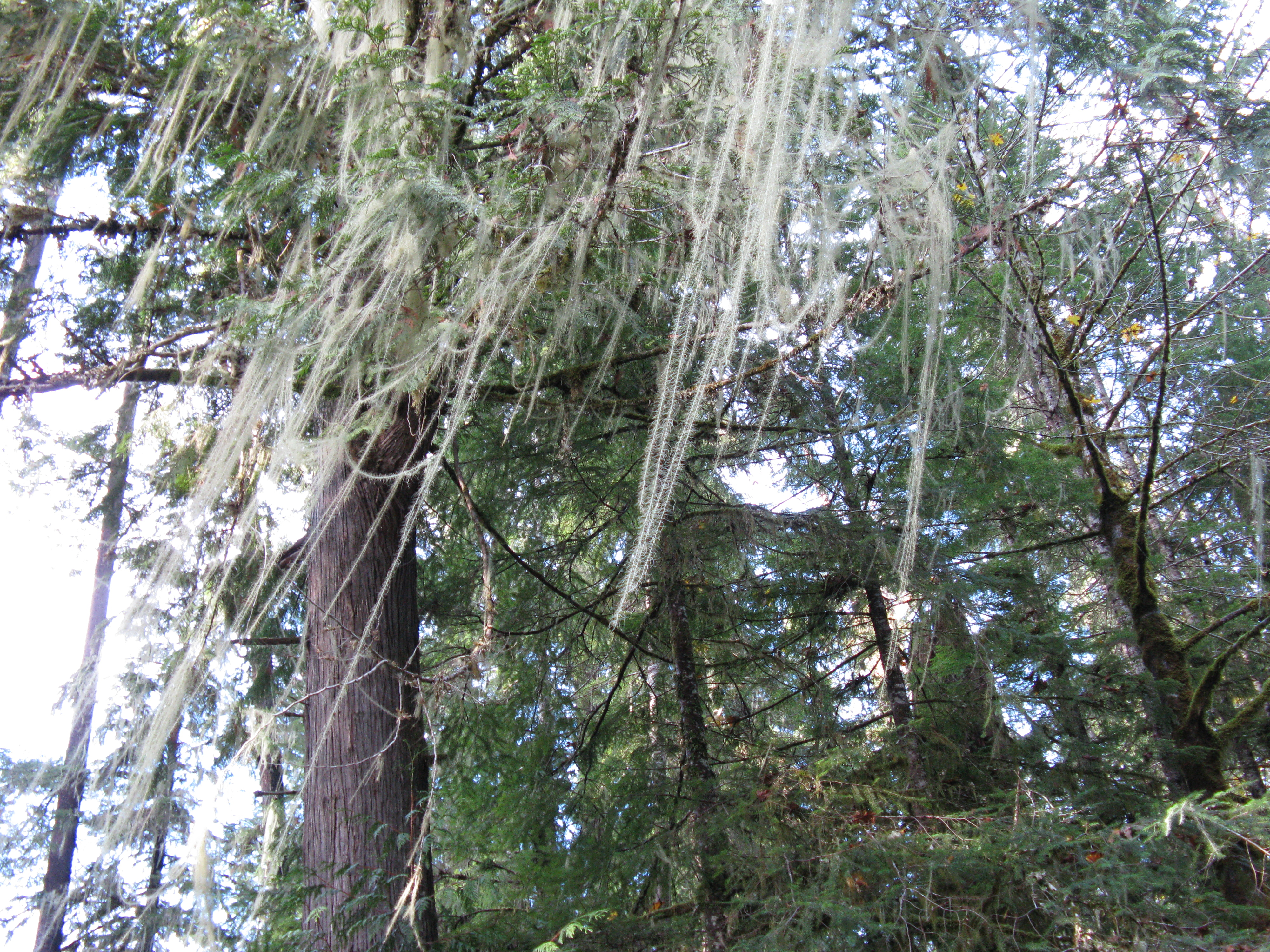
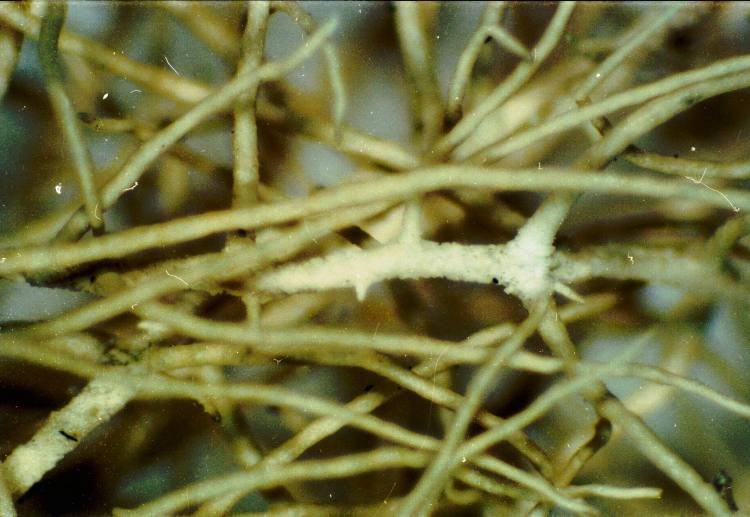
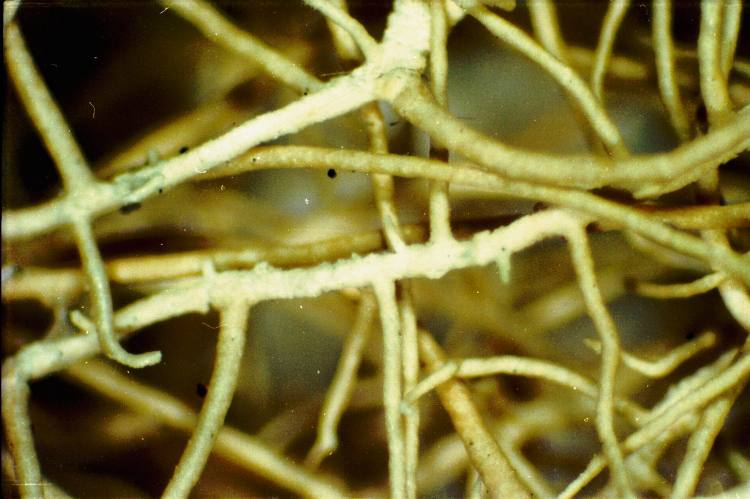